# Krapopolis
Krapopolis es una serie de televisión de comedia animada estadounidense creada por Dan Harmon para FOX. En octubre de 2022, antes de su estreno, la serie fue renovada para una segunda temporada. En marzo de 2023, fue renovada para una tercera temporada. La serie se estrenó el 24 de septiembre de 2023. En julio de 2024, la serie fue renovada para una cuarta temporada. En mayo de 2025, la serie fue renovada par una quinta temporada.

## Sinopsis
La serie está ambientada en la mítica antigua Grecia y se centra en una familia imperfecta de humanos, dioses y monstruos que intentan dirigir una de las primeras ciudades del mundo sin matarse unos a otros.

## Reparto

### Principales
- Richard Ayoade como Tyrannis
- Matt Berry como Shlub
- Pam Murphy como Stupendous
- Duncan Trussell como Hippocampus
- Hannah Waddingham como Deliria

### Recurrentes
- Alanna Ubach
- Pia Shah como Ermari
- Dove Cameron
- Tara Strong
- Zach Woods como Hermes
- Annie Murphy
- Zosia Mamet
- Keith David como Asskill

### Invitados
- Susan Sarandon
- Will Forte
- Michael Urie
- Jane Lynch
- Amber Stevens West
- Yvette Nicole Brown
- Dave Franco
- Stephanie Beatriz
- Daveed Diggs
- Tom Kenny
- Joel McHale
- Ben Stiller
- Chris Hardwick

## Episodios
| Temporada | Temporada | Episodios | Episodios | Emisión original         | Emisión original   |
| Temporada | Temporada | Episodios | Episodios | Primera emisión          | Última emisión     |
| --------- | --------- | --------- | --------- | ------------------------ | ------------------ |
|           | 1         | 23        | 23        | 24 de septiembre de 2023 | 19 de mayo de 2024 |
|           | 2         | 22        | 22        | 29 de septiembre de 2024 | 18 de mayo de 2025 |

### Primera temporada (2023–24)
| N.º en serie | N.º en temp. | Título                                | Dirigido por                | Escrito por                | Fecha de emisión original | Código de prod. | Audiencia (millones) |
| ------------ | ------------ | ------------------------------------- | --------------------------- | -------------------------- | ------------------------- | --------------- | -------------------- |
| 1            | 1            | «All Hail the Goddess of Likability!» | Jake Hollander              | Dan Harmon                 | 24 de septiembre de 2023  | 1BBDH01         | 3.82                 |
| 2            | 2            | «The Stuperbowl»                      | Otis Brayboy                | Becky Mann y Audra Sielaff | 24 de septiembre de 2023  | 1BBDH03         | 1.90                 |
| 3            | 3            | «Wife Swap»                           | Dominic Polcino             | Dan Harmon y Jordan Young  | 1 de octubre de 2023      | 1BBDH02         | 1.70                 |
| 4            | 4            | «Prometheus»                          | Patrick Kochakji            | Tom Scharpling             | 8 de octubre de 2023      | 1BBDH04         | 0.85                 |
| 5            | 5            | «12 Angry Goat Herders»               | Jake Hollander Blake Lemons | Emma Fletcher              | 22 de octubre de 2023     | 1BBDH05         | 0.70                 |
| 6            | 6            | «Woods-stock»                         | Otis Brayboy                | Siobhan Thompson           | 29 de octubre de 2023     | 1BBDH07         | 0.83                 |
| 7            | 7            | «Please Demeter»                      | Dominic Polcino             | Abbey Caldwell             | 5 de noviembre de 2023    | 1BBDH06         | 1.99                 |
| 8            | 8            | «Big Man On Hippocampus»              | Dominic Polcino             | Rob Schrab                 | 12 de noviembre de 2023   | 1BBDH09         | 3.21                 |
| 9            | 9            | «Dungeons and Deliria»                | Patrick Kochakji            | Diana Tay                  | 19 de noviembre de 2023   | 1BBDH08         | 0.76                 |
| 10           | 10           | «Ty's Tail Tale»                      | Otis Brayboy                | Jordan Young               | 3 de diciembre de 2023    | 1BBDH12         | 4.07                 |
| 11           | 11           | «Tyrdra»                              | Blake Lemons                | Jax Ball                   | 17 de diciembre de 2023   | 1BBDH10         | 3.05                 |
| 12           | 12           | «Buy Low, Sell Ty»                    | Patrick Kochakji            | Tom Scharpling             | 7 de enero de 2024        | 1BBDH11         | 1.30                 |
| 13           | 13           | «Contagion»                           | Dominic Polcino             | Hilary Winston             | 18 de febrero de 2024     | 2BBDH01         | 0.53                 |
| 14           | 14           | «A Krapwork Orange»                   | Dominic Polcino             | Zara Burdett               | 25 de febrero de 2024     | 2BBDH09         | 0.53                 |
| 15           | 15           | «Death Takes a Holiday»               | Blake Lemons                | Raza Syed                  | 3 de marzo de 2024        | 2BBDH04         | 0.61                 |
| 16           | 16           | «Eclipse»                             | Blake Lemons                | Heather Anne Campbell      | 17 de marzo de 2024       | 1BBDH13         | 0.58                 |
| 17           | 17           | «The Majors»                          | Otis Brayboy                | Andy Bobrow                | 24 de marzo de 2024       | 2BBDH02         | 0.51                 |
| 18           | 18           | «War With The Roses»                  | Patrick Kochakji            | Sarah Carbiener            | 7 de abril de 2024        | 2BBDH03         | 0.53                 |
| 19           | 19           | «Muse Your Illusion»                  | Otis Brayboy                | Danielle Weisberg          | 21 de abril de 2024       | 2BBDH05         | 0.66                 |
| 20           | 20           | «Prince Hippo»                        | Dominic Polcino             | Alex Rubens                | 28 de abril de 2024       | 2BBDH06         | 0.44                 |
| 21           | 21           | «Olive Oil Crisis»                    | Patrick Kochakji            | Andy Bobrow                | 5 de mayo de 2024         | 2BBDH07         | 0.57                 |
| 22           | 22           | «The Tyrannis Crown Affair»           | Blake Lemons                | Sarah Carbiener            | 12 de mayo de 2024        | 2BBDH08         | 0.49                 |
| 23           | 23           | «Remedial Archeology»                 | Otis Brayboy                | Hilary Winston             | 19 de mayo de 2024        | 2BBDH10         | 0.48                 |

### Segunda temporada (2024–25)
| N.º en serie | N.º en temp. | Título                            | Dirigido por                | Escrito por       | Fecha de emisión original | Código de prod. | Audiencia (millones) |
| ------------ | ------------ | --------------------------------- | --------------------------- | ----------------- | ------------------------- | --------------- | -------------------- |
| 24           | 1            | «Ice Week!»                       | Patrick Kochakji            | Matt Roler        | 29 de septiembre de 2024  | 3BBDH01         | 0.58                 |
| 25           | 2            | «Thor»                            | Blake Lemon                 | Any Bobrow        | 6 de octubre de 2024      | 3BBDH03         | 0.51                 |
| 26           | 3            | «Hades Nuts»                      | Jake Hollander              | Matt Roller       | 20 de octubre de 2024     | 3BBDH02         | 0.99                 |
| 27           | 4            | «Mr. Boogens»                     | Dominic Polcino             | Danielle Weisberg | 27 de octubre de 2024     | 3BBDH06         | 0.56                 |
| 28           | 5            | «Krapocalypse»                    | Frank Marino                | Matt Roller       | 3 de noviembre de 2024    | 3BBDH08         | 0.93                 |
| 29           | 6            | «National Lampoon's The Odyssey!» | Patrick Kochakji            | Zac Oyama         | 10 de noviembre de 2024   | 3BBDH10         | 0.56                 |
| 30           | 7            | «Ty Man Woman Table Chairs Food»  | Otis Brayboy                | Hilary Winston    | 24 de noviembre de 2024   | 3BBDH05         | 0.94                 |
| 31           | 8            | «SHLUB$»                          | Dominic Polcino             | Raza Syed         | 8 de diciembre de 2024    | 3BBDH04         | 0.71                 |
| 32           | 9            | «Enter Prophecy Duck»             | Blake Lemons y Sue Perrotto | Dash Turner       | 15 de diciembre de 2024   | 3BBDH09         | 0.82                 |
| 33           | 10           | «John Fate Comes a- Knockin»      | Jake Hollander              | Sarah Carbiener   | 16 de febrero de 2025     | 3BBDH07         | —                    |
| 34           | 11           | «Stavros Live and in Concert»     | Frank Marino                | Malloy Moseley    | 23 de febrero de 2025     | 3BBDH11         | 0.53                 |
| 35           | 12           | «Baby Boom»                       | Otis Brayboy                | Mo Welch          | 2 de marzo de 2025        | 3BBDH12         | 0.60                 |
| 36           | 13           | «Ty Big Fat Greek Wedding»        | Patrick Kochakji            | Monica Padrick    | 9 de marzo de 2025        | 3BBDH13         | 0.44                 |
| 37           | 14           | «Love Trap, Baby!»                | Dominic Polcino             | Matt Roller       | 16 de marzo de 2025       | 3BBDH14         | 0.45                 |
| 38           | 15           | «The Weather Stick»               | Sue Perrotto                | Dash Turner       | 23 de marzo de 2025       | 3BBDH15         | 0.48                 |
| 39           | 16           | «Number Twos»                     | Frank Marino                | Zac Oyama         | 30 de marzo de 2025       | 3BBDH16         | 0.56                 |
| 40           | 17           | «One Eye One Heart She's Stupe»   | Jake Hollander              | Malloy Moseley    | 6 de abril de 2025        | 3BBDH17         | 0.53                 |
| 41           | 18           | «A Pimple Favor»                  | Otis Brayboy                | Mo Welch          | 13 de abril de 2025       | 3BBDH18         | 0.49                 |
| 42           | 19           | «Mazed and Kingfused»             | Sue Perrotto                | Josh Bressier     | 30 de abril de 2025       | 3BBDH20         | 0.70                 |
| 43           | 20           | «Love Week»                       | Sue Perrotto                | Ethan Judelston   | 4 de mayo de 2025         | 3BBDH19         | 0.43                 |
| 44           | 21           | «Don Tyxote»                      | Dominic Polcino             | Monica Padrick    | 11 de mayo de 2025        | 3BBDH21         | 0.52                 |
| 45           | 22           | «Ty Died»                         | Frank Marino                | Andy Bobrow       | 18 de mayo de 2025        | 3BBDH22         | 0.47                 |

## Producción
En junio de 2020, se anunció que Dan Harmon firmó un acuerdo con Fox para crear una nueva comedia animada para adultos para 2022, con un pedido directo a serie. Esta será la primera serie de comedia animada de Fox Entertainment Studios totalmente propia. En mayo de 2021, se anunció que la serie se titularía Krapopolis, y se realizaría en la cadena de bloques, ya que Fox entra en el negocio de las TNF.
En junio de 2021, se anunció que Jordan Young sería el showrunner de la serie. En octubre de 2022, Fox renovó anticipadamente la serie para una segunda temporada antes de su estreno. En marzo de 2023, la serie fue renovada para una tercera temporada. En abril de 2023, se anunció que Alex Rubens sustituiría a Young como showrunner de la segunda y tercera temporadas. El 25 de julio de 2024, Fox renovó la serie para una cuarta temporada.
El 10 de mayo de 2025, Fox renovó la serie para una quinta temporada.

## Lanzamiento
En julio de 2022, Fox anunció que la serie se estrenaría con un episodio especial de preestreno el 27 de noviembre de 2022, antes de su estreno oficial en 2023. Se retrasó al 24 de septiembre de 2023. La segunda temporada se estrenó el 29 de septiembre de 2024.

## Recepción

### Respuesta crítica
En Rotten Tomatoes la serie tiene un índice de aprobación del 57%, basado en 14 reseñas, con una calificación promedio de 6.1/10. En Metacritic, tiene puntaje promedio ponderado de 60 sobre 100, basada en 14 reseñas, lo que indica «reseñas mixtas o medias».

### Audiencia
| Temporada | Horario (ET)       | Episodios | Primera emisión          | Primera emisión      | Última emisión     | Última emisión       | Prom. de espectadores (millones) |
| Temporada | Horario (ET)       | Episodios | Fecha                    | Audiencia (millones) | Fecha              | Audiencia (millones) | Prom. de espectadores (millones) |
| --------- | ------------------ | --------- | ------------------------ | -------------------- | ------------------ | -------------------- | -------------------------------- |
| 1         | domingo 8:30 p. m. | 23        | 24 de septiembre de 2023 | 3.82                 | 19 de mayo de 2024 | 0.48                 | 1.39                             |
| 2         | domingo 9:30 p. m. | 22        | 29 de septiembre de 2024 | 0.58                 | 18 de mayo de 2025 | 0.47                 | —                                |